# Maszt (architektura)

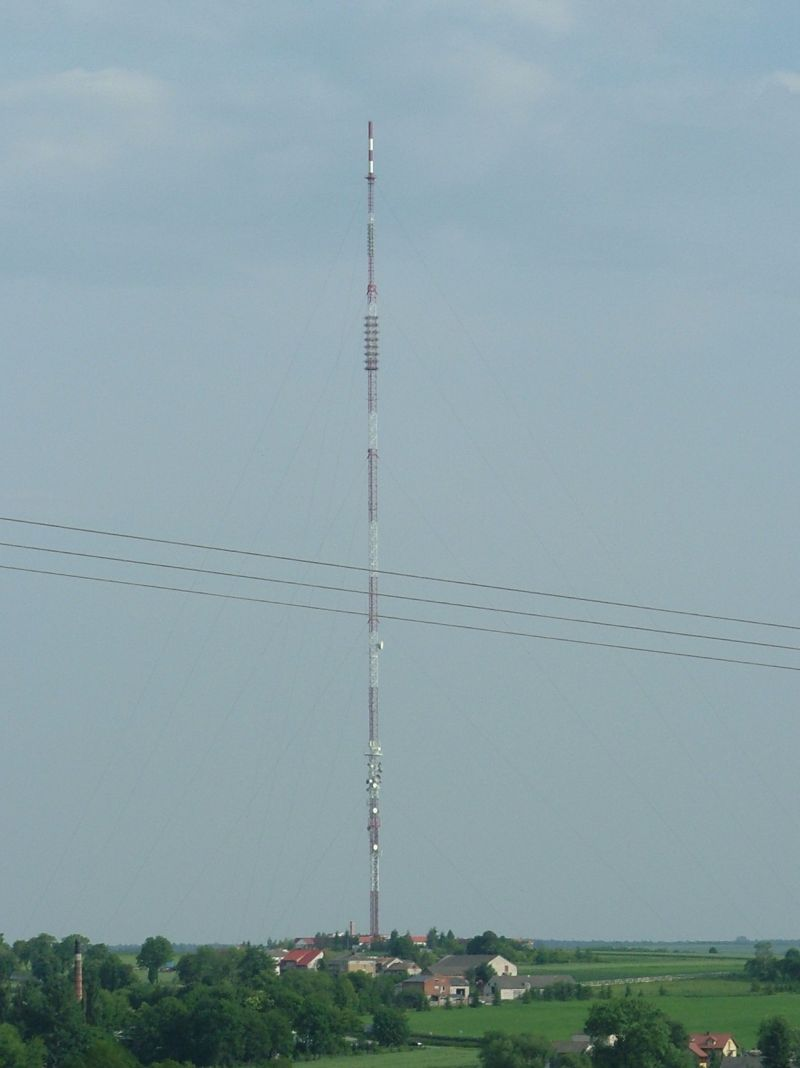
Maszt Radiowo-Telewizyjnego Centrum Nadawczego w Piaskach

Maszt – konstrukcja o wymiarach poprzecznych znacznie mniejszych od wysokości opierająca się przegubowo na fundamencie, w której obciążenie poziome jest przenoszone przez liny odciągowe. Trzon masztu jest belką ciągłą na sprężystych podporach, w której występuje siła podłużna ściskająca oraz siły poprzeczne i momenty zginające oraz skręcające. Obciążenie masztu składa się z działania wiatru w kierunku poziomym oraz obciążenia grawitacyjnego (od ciężaru własnego konstrukcji, urządzeń i osprzętu oraz oblodzenia).
Zasady obliczeń statycznych stalowych wież oraz masztów regulują normy PN-B-03204:2002 Konstrukcje stalowe. Wieże i maszty. Projektowanie i wykonanie oraz PN-EN 1993-3-1:2006 Eurokod 3 – Projektowanie konstrukcji stalowych – Część 3 -1: Wieże, maszty i kominy – Wieże i maszty.
Konstrukcje typu masztowego są wykorzystywane głównie jako maszty radiowe.